# Ивановка (Нижнебурлукский сельский совет)
Ивановка (укр. Іванівка) — село, 
Нижнебурлукский сельский совет,
Шевченковский район,
Харьковская область.
Код КОАТУУ — 6325785003. Население по переписи 2001 года составляет 19 (8/11 м/ж) человек.

## Географическое положение
Село Ивановка находится на левом берегу реки Великий Бурлук,
выше по течению на расстоянии в 1 км расположено село Тихий Берег (Великобурлукский район),
ниже по течению на расстоянии в 0,5 км расположено село Шевченково,
на противоположном берегу — село Шишковка.

## История
- 1805 — дата основания как хутор Тихий Берег.
- конец XIX в. — переименовано в село Ивановка.